# 约翰·汉宁·斯皮克
约翰·汉宁·斯皮克（英語：John Hanning Speke，1827年5月4日—1864年9月15日），已故英屬印度陸軍軍官及探險家，曾經3次於非洲探險，當中以搜索到尼羅河的源頭最為聞名。

## 簡歷
於1858年，約翰·漢寧·斯皮克成為了首位看見非洲維多利亞湖的歐洲人。當年，約翰·漢寧·斯皮克正在和同伴理查德·弗朗西斯·伯顿為英國殖民地官署尋找尼羅河的源頭，並且搜索戰略資源。約翰·漢寧·斯皮克看見了如此寬廣的水面即認定他尋找到尼羅河的源頭，他以當時的英女皇維多利亞命名了此湖。理查德·伯頓當時因為受到病困，而在更南方的坦噶尼喀湖湖畔休養，當接收到約翰·漢寧·斯皮克宣佈此維多利亞湖為其個人發現時怒不可遏，兩人公開決裂，引發的爭吵不僅限於學術界，更引起了各位探險家的關注，因為他們希望證實或者否認約翰·漢寧·斯皮克的論斷。